# Natri iodat
Natri iođat (NaIO3) là muối natri của axit iođic. Natri iođat là một chất oxy hoá và vì thế nó có thể gây hoả hoạn khi tiếp xúc với các vật liệu dễ cháy hoặc các chất khử.

## Điều chế
Natri iođat có thể được điều chế bằng phản ứng giữa các base chứa natri như natri hydroxide với axit iođic, ví dụ:
HIO3 + NaOH → NaIO3 + H2O
Nó còn có thể được điều chế khi cho iod vào dung dịch natri hydroxide hoặc natri cacbonat đặc nóng:
3I2 + 6NaOH → NaIO3 + 5NaI + 3H2O

## Các phản ứng
Natri iođat có thể bị oxi hoá thành natri periođat trong nước bởi các muối hypoclorit hoặc các chất oxi hoá mạnh khác:
NaIO3 + NaOCl →  NaIO4 + NaCl

## An toàn
Những điều cần tránh gồm: nguồn nhiệt, va chạm mạnh, ma sát, chất dễ cháy, chất khử, nhôm, hợp chất hữu cơ, cacbon, hiđrô perôxít, các ion sulfide.